# 서귀포시 공영버스
서귀포시 공영버스는 제주특별자치도 서귀포시에서 운영하는 공영버스이다.

## 운행 노선

### 지선버스
- ● 622번 : 하례리입구 ↔ 서귀여중 ↔ 삼매봉
- ● 627번 : 공업단지입구 ↔ 하례리입구 ↔ 외돌개
- ● 690번 : 평안전문요양원 ↔ 중앙로터리 ↔ 강정 ↔ 대포포구
- ● 721번 : 성읍리 ↔ 신양 ↔ 수산 ↔ 성산일출봉 ↔ 고성리
- ● 722번 : 성읍리 ↔ 신풍 ↔ 삼달 ↔ 하천 ↔ 고성리
- ● 731번 : 성읍리 ↔ 삼달1리 ↔ 신천 ↔ 표선리
- ● 732번 : 성읍리 ↔ 토산리 ↔ 세화3리 ↔ 토산1리 ↔ 표선리 ↔ 가시리
- ● 741번 : 남원리 ↔ 신흥 ↔ 남원리
- ● 742번 : 남원리 ↔ 한남 ↔ 남원리
- ● 751번 : 모슬포 ↔ 화순리 ↔ 대평리
- ● 752번 : 모슬포 ↔ 산이수동 ↔ 모슬포
- ● 761-2번 : 모슬포 ↔ 농공단지 ↔ 고산리

### 순환버스
- ● 691번 : 천지연 ↔ 서홍동 ↔ 천지연
- ● 692번 : 천지연 ↔ 외돌개 ↔ 천지연
- ● 880번 : 서귀포오일장 ↔ 외돌개 ↔ 서귀포오일장